# ميخائيل بنت
ميخائيل بنت (بالإنجليزية: Michael Bent)‏ هو لاعب اتحاد الرغبي نيوزيلندي، ولد في 25 أبريل 1986 في Hāwera ‏ في نيوزيلندا.

## وصلات خارجية
- ميخائيل بنت عل موقع إسبنسكروم (الإنجليزية)
- ميخائيل بنت على موقع ItsRugby.co.uk (الإنجليزية)